# Episodi di Bleach (quattordicesima stagione)
La quattordicesima stagione dell'anime Bleach si intitola saga degli Arrancar: la caduta (BLEACH 破面・滅亡篇?, Burīchi: Arankaru metsubō hen) ed è composta dagli episodi che vanno dal 266 al 316. La regia delle puntate è a cura di Noriyuki Abe e sono prodotte da TV Tokyo, Dentsu e Pierrot. Gli episodi sono adattati dal manga omonimo di Tite Kubo e corrispondono alle vicende narrate dal capitolo 340 al 423. La trama è incentrata sulla prosecuzione dello scontro tra Ichigo Kurosaki e Ulquiorra Schiffer nell'Hueco Mundo e di quello tra gli Arrancar e gli Shinigami a Karakura. La quattordicesima stagione è andata in onda in Giappone dal 13 aprile 2010 al 5 aprile 2011 su TV Tokyo. L'edizione italiana è stata pubblicata su Prime Video il 25 maggio 2022.
La quattordicesima stagione di Bleach utilizza sei sigle: due di apertura, chAngE di Miwa (episodi 266-291) e Ranbu no Melody (乱舞のメロディ?) dei Sid (episodi 292-316), e quattro di chiusura, Stay Beautiful di Diggy-MO' (episodi 266-278), Echoes degli Universe (episodi 279-291), Last Moment degli Spyair (episodi 292-303) e Song For... dei Rookiez Is Punk'd (episodi 304-316).

## Lista episodi
| Nº  | Titolo italiano Giapponese 「Kanji」 - Rōmaji | In onda           | In onda        |
| Nº  | Titolo italiano Giapponese 「Kanji」 - Rōmaji | Giapponese        | Italiano       |
| 266 | Ichigo vs Ulquiorra, il ritorno! 「一護VSウルキオラ、再開」 - Ichigo VS Urukiora, saikai | 13 aprile 2010    | 25 maggio 2022 |
| 266 | L'episodio riassume gli eventi che hanno portato allo scontro tra Ichigo Kurosaki e Ulquiorra Schiffer nell'Hueco Mundo e quello tra gli Arrancar e gli Shinigami a Karakura. |                   |                |
| 267 | Cuori all'unisono! Il pugno sinistro è pronto alla morte 「繋がる心！決死の左拳！」 - Tsunagaru kokoro! Kesshi no hidari kobushi! | 20 aprile 2010    | 25 maggio 2022 |
| 267 | Ichigo e Ulquiorra si scambiano i primi colpi e sembrano essere alla pari. Lo Shinigami, al contrario di quanto accaduto nel loro precedente scontro, riesce a vedere i movimenti del suo avversario ed a ferirlo, anche se solo superficialmente. Nel frattempo Chad e Renji Abarai sconfiggono un gigantesco Hollow al di fuori della torre mentre al suo interno Orihime Inoue difende Ichigo con il suo scudo da un potente attacco di Ulquiorra. |                   |                |
| 268 | Odio e gelosia: il dilemma di Orihime 「憎悪と嫉妬 窮地の織姫」 - Zouo to shitto kyuuchi no Orihime | 27 aprile 2010    | 25 maggio 2022 |
| 268 | Ichigo e Ulquiorra continuano a battersi mentre Loly e Menoly si avvicinano ad Orihime, allo scopo di torturarla. Quando Loly inizia a malmenare Orihime, Ichigo cerca di raggiungerla ma Ulquiorra glielo impedisce. Yammy Rialgo irrompe sul posto abbattendo sia Menoly che Loly, nonostante quest'ultima utilizzi la sua resurrección, e volgendo poi la sua attenzione ad Orihime. Intanto, Rukia, Chad e Renji proseguono i rispettivi scontri al di fuori della torre mentre al suo interno, Ishida raggiunge Ichigo ed Orihime. |                   |                |
| 269 | Ichigo e Uryu schiena contro schiena 「一護と雨竜、背中合わせの絆」 - Ichigo to Uryū, se naka awase no kizuna | 4 maggio 2010     | 25 maggio 2022 |
| 269 | Mentre Rukia prosegue il suo scontro con Rudobone, Ishida inizia a battersi con Yammy. Il ragazzo attira quest'ultimo in una trappola preparata in precedenza grazie a delle mine anti-Arrancar fornitegli da Mayuri Kurotsuchi. Dopo essersi liberato dell'Espada, il Quincy si dedica alla protezione di Orihime. Intanto, Ichigo decide di utilizzare la maschera da Hollow e Ulquiorra, resosi conto dell'aumento di potenza del suo avversario, rilascia la sua Zanpakutō, Murciélago. |                   |                |
| 270 | L'inizio della disperazione. Ichigo, una lama irraggiungibile 「絶望の始まり…一護、届かぬ刃」 - Zetsubō no hajimari...Ichigo, todokanu yaiba | 11 maggio 2010    | 25 maggio 2022 |
| 270 | Ichigo tenta di respingere gli attacchi di Ulquiorra e dichiara che non si arrenderà nonostante il divario di potenza tra i due. L'Espada attiva allora un ulteriore rilascio, la Resurrección Segunda Etapa, sconosciuta persino ad Sōsuke Aizen e agli altri Espada. Quando Orihime ed Ishida raggiungono il luogo dello scontro, Ichigo è già in balia di Ulquiorra, il quale dichiara che col suo prossimo gesto spegnerà le speranze dei suoi avversari. L'Espada colpisce dunque Ichigo squarciandogli il petto. |                   |                |
| 271 | La morte di Ichigo e il grido disperato di Orihime 「一護死す！織姫、悲痛の叫び！」 - Ichigo shisu! Orihime, hitsū no sakebi! | 18 maggio 2010    | 25 maggio 2022 |
| 271 | Uryū decide di affrontare Ulquiorra per dare il tempo ad Orihime di curare Ichigo. Ishida viene velocemente sopraffatto mentre le grida di dolore di Inoue risvegliano lo Shinigami che assume una nuova forma Hollow. Sorpreso dalla trasformazione, l'Espada colpisce subito il suo avversario con un Cero Oscuras, che egli respinge utilizzando a sua volta un Cero. Ichigo riesce a strappare un braccio ad Ulquiorra che, dopo averlo rigenerato, contrattacca utilizzando la Lanza del Relámpago. Ichigo respinge facilmente l'Espada, lo atterra e, senza mostrare alcuna pietà, lo colpisce con un Cero a bruciapelo. |                   |                |
| 272 | Ichigo vs Ulquiorra: la conclusione! 「一護VSウルキオラ、決着！」 - Ichigo VS Urukiora, kecchaku! | 25 maggio 2010    | 25 maggio 2022 |
| 272 | Mentre Rukia, Renji e Chad proseguono il loro scontro con Rudobone, Yammy giunge sul posto e distrugge l'Arrancar, precedentemente congelato da Rukia. Nel frattempo Ishida impedisce ad Ichigo di infierire ulteriormente su Ulquiorra, ma lo Shinigami colpisce anche il suo compagno. Prima che Ichigo riesca a finire Uryū, Ulquiorra interviene bloccando il Cero del ragazzo e causandone la regressione allo stato umano. L'Espada esige di proseguire il duello ma il suo corpo, esausto dalla battaglia, si tramuta progressivamente in cenere. Prima di dissolversi nel vento, Ulquiorra domanda nuovamente ad Orihime se ha paura di lui e la ragazza gli risponde di no. |                   |                |
| 273 | La furia dello squalo! Il rilascio di Harribel 「鮫の猛威！ハリベル解放」 - Same no mōi! Hariberu kaihō | 1º giugno 2010    | 25 maggio 2022 |
| 273 | Yammy, infuriato per la morte di Ulquiorra, passa alla forma di Resurrección. L'Espada cresce notevolmente di stazza e dal suo tatuaggio, il numero 10, scompare l'uno. Mentre l'Arrancar spiega che l'ordine degli Espada va dallo 0 al 9, Rukia, Sado e Renji lo attaccano tutti insieme ma vengono respinti. Alla falsa Karakura, Tia Harribel prosegue il suo scontro con Tōshirō Hitsugaya. La Espada rilascia la sua Zanpakutō, Tiburon, con la quale taglia in due il suo avversario. Quando la donna tenta di dirigersi verso il capitano comandante Yamamoto, Hitsugaya ricompare sbarrandole la strada e spiegando che la sua sconfitta era solo un'illusione. |                   |                |
| 274 | Hitsugaya, lo Hyoten Hyakkaso suicida! 「日番谷、捨て身の氷天百華葬！」 - Hitsugaya, sutemi no Hyōten Hyakkasō! | 8 giugno 2010     | 25 maggio 2022 |
| 274 | Hitsugaya e Harribel si scambiano attacchi di tipo acqua e ghiaccio ma, dato che il primo può tramutare l'acqua in ghiaccio e la seconda il ghiaccio in acqua, la situazione è in stallo. Mentre cerca di proteggere i vice-capitani che si stanno riprendendo dallo scontro con Allon, Hitsugaya rimane ferito. Quando Harribel afferma che egli non è in grado di combattere al massimo delle sue forze, il capitano si prepara a sfoderare il suo attacco più potente, il Funerale dei Cento Fiori del Paradiso di Ghiaccio. |                   |                |
| 275 | L'ultimo respiro è prossimo! Il sovrano che governa la morte 「迫る死の息吹、死を司る王！」 - Semaru shi no ibuki, shi o tsukasadoru ō! | 15 giugno 2010    | 25 maggio 2022 |
| 275 | Hitsugaya rilascia il Funerale dei Cento Fiori del Paradiso di Ghiaccio intrappolando Harribel. Intanto, Soifon, Marechiyo Ōmaeda e Baraggan Luisenbarn riprendono il loro scontro e l'Espada dimostra sul Capitano i suoi poteri legati all'invecchiamento. I tentativi degli Shinigami di contrastare il loro avversario risultano futili e quest'ultimo, rilasciata la sua Zanpakutō, Arrogante, utilizza il suo potere Respira che fa marcire tutto quello con cui viene a contatto. Soifon viene colpita alla mano e, prima che tutto il suo corpo marcisca, ordina ad Ōmaeda di tagliarle il braccio. |                   |                |
| 276 | Un singolo colpo letale: il Bankai di Sui Feng! 「一撃決殺、砕蜂、卍解!」 - Ichigeki kessatsu, Soifon, Bankai! | 22 giugno 2010    | 25 maggio 2022 |
| 276 | Mentre lo scontro tra Shunsui Kyōraku e Stark prosegue, il capitano nota la particolare attenzione che il suo avversario rivolge alla sua Fracción, Lilynette, che si sta battendo con Jūshirō Ukitake. Nel frattempo, Soifon chiede a Ōmaeda di tenere occupato Baraggan mentre lei si ritira. Il vice-capitano ha grosse difficoltà a tenere a bada l'Espada ed il suo Respira, nonostante riesca persino a fargli crollare un palazzo addosso. Proprio quando Ōmaeda sembra non avere più via di scampo, Soifon riappare sfoderando il suo Bankai, del quale afferma di non gradire gli aspetti limitanti, e lancia un missile verso Baraggan. |                   |                |
| 277 | Lo scontro si accende! Kyoraku contro Starrk! 「白熱！京楽ＶＳスターク！」 - Hakunetsu! Kyōraku VS Sutāku | 29 giugno 2010    | 25 maggio 2022 |
| 277 | Il contraccolpo del missile lanciato col suo Bankai scaglia via Soifon che viene salvata da Ōmaeda. Intanto, Stark, dopo aver richiamato Lilynette, all'interno della quale è racchiusa parte del suo potere, passa alla forma resurrección, denominata Los Lobos mentre il suo avversario di tutta risposta sfodera il suo Shikai. L'Espada attacca Kyōraku con il suo Cero Metralleta per spronarlo ad utilizzare il Bankai ma il suo attacco viene interrotto dall'intervento di Ukitake che, rilasciata la sua Zanpakutō, lancia in direzione di Stark un attacco simile ad un Cero. |                   |                |
| 278 | Il ritorno di un incubo, gli Espada redivivi! 「悪夢再び…復活の十刃」 - Akumu futatabi... fukkatsu no Esupāda | 6 luglio 2010     | 25 maggio 2022 |
| 278 | Ukitake si unisce a Kyōraku nello scontro con Stark il quale riesce a comprendere l'abilità del capitano della Tredicesima Brigata di rispedire al mittente i suoi colpi. In quel momento, si apre sulla falsa Karakura un gigantesco Garganta da cui appare Wonderweiss Margela accompagnato da un enorme Hollow. Il giovane Arrancar colpisce Ukitake e, approfittando della distrazione, Stark atterra anche Kyōraku. Wonderweiss libera dunque anche Harribel e soffia via il fumo che ricopriva Baraggan, mentre il gigantesco Hollow estingue le fiamme che intrappolavano i capitani traditori. Quando la situazione sembra disperata, appaiono i Vizard che, dopo aver ricordato i loro dissidi passati con Aizen, si preparano allo scontro. |                   |                |
| 279 | Hirako e Aizen, un incontro del destino! 「平子と藍染…因縁の再会！」 - Hirako to Aizen... innen no saikai! | 13 luglio 2010    | 25 maggio 2022 |
| 279 | Prima di iniziare il combattimento, Hirako chiede agli altri Vizard se vogliono incontrare qualcuno dei presenti. Mentre Lisa Yadōmaru si reca da Kyōraku, Hirako dichiara a Yamamoto che i Vizard non sono loro alleati ma solo nemici di Aizen e alleati di Ichigo. Nel frattempo, in seguito ad un grido di Wonderweiss, il gigantesco Hollow Fūrā scatena un gruppo di Menos che vengono però sconfitti velocemente dai Vizard. Shinji tenta di attaccare subito Aizen ma interviene Tōsen che comincia a battersi col Vizard, tuttavia, prima che lo scontro entri nel vivo, interviene Sajin Komamura. Intanto, Harribel, ora libera, tenta di colpire Hitsugaya ma viene fermata da Lisa e Hiyori Sarugaki. Mashiro Kuna sconfigge Fūrā mentre Love Aikawa e Rōjūrō Ōtoribashi affrontano Stark e Hachigen Ushōda si dirige da Baraggan. Komamura inizia un dialogo con Tōsen che viene interrotto da Hisagi il quale vuole unirsi allo scontro. |                   |                |
| 280 | Hisagi e Tosen, il momento dell'addio 「檜佐木と東仙、訣別の時」 - Hisagi to Tōsen, ketsubetsu no toki | 20 luglio 2010    | 25 maggio 2022 |
| 280 | Hisagi e Komamura si battono con Tōsen il quale sembra essere in vantaggio per via delle ferite del suo ex tenente. Intanto, dopo un piccolo battibecco, Hiyori, Hitsugaya e Lisa affrontano Harribel e Love e Rose si battono con Stark. Hachigen, nel frattempo, intrappola Baraggan in una barriera col Kido dalla quale però egli si libera facilmente. Soifon accetta di aiutare il Vizard col suo Bankai a patto che questi intrappoli Kisuke Urahara per un mese. Dopo che Hachigen ha bloccato nuovamente l'Arrancar in una barriera per non dargli modo di evitare l'attacco, la Shinigami lo colpisce. Tuttavia, l'attacco sembra non aver finito l'Espada. |                   |                |
| 281 | Una corona di menzogne, il rancore di Baraggan 「偽りの王冠、バラガンの怨恨」 - Itsuwari no ōkan, Baragan no enkon | 27 luglio 2010    | 25 maggio 2022 |
| 281 | Baraggan, anche se ferito, sopravvive all'attacco di Soifon, la quale accusa il reiterato uso del suo Bankai. L'Espada colpisce col suo Respira la mano di Hachigen che però riesce a teletrasportarla all'interno del corpo del suo avversario, causandone la corrosione. Baraggan ricorda il momento in cui Aizen, Tōsen e Gin Ichimaru giunsero nell'Hueco Mundo, al tempo governato proprio da lui, e di come l'allora capitano della Quinta Brigata l'abbia spodestato. Prima che il suo corpo marcisca del tutto, l'ex sovrano scaglia la sua arma verso Aizen in cerca di vendetta, ma questa si dissolve prima di raggiungerlo. Intanto, Stark si mostra turbato dalla morte del compagno e giura di vendicarlo. |                   |                |
| 282 | Il potere dell'anima! Los Lobos, all'attacco! 「魂の力！群狼、襲来！」 - Tamashī no chikara! Rosu Robosu, shūrai! | 3 agosto 2010     | 25 maggio 2022 |
| 282 | Love utilizza lo Shikai della sua Zanpakutō, Tengumaru, per attaccare Stark, che non sembra voler combattere seriamente. Avendo perso la pazienza, Lilynette inizia a sparare alla rinfusa in tutte le direzioni, ma i suoi attacchi si rivelano inefficaci. Dopo che anche Rose ha rilasciato la sua Zanpakutō, Kinshara, entrambi i Vizard ricorrono all'uso delle maschere. Mentre lo scontro tra Harribel, le Vizard e Hitsugaya prosegue, Love attacca Stark utilizzando l'Hifuki no Kuzuchi al quale l'Espada risponde invocando un'orda di lupi, composti da parti della sua stessa anima, che attaccano i suoi avversari esplodendo. Quando sembra che la sua vittoria sia assicurata, Stark viene trafitto alle spalle. |                   |                |
| 283 | Starrk, una battaglia solitaria 「スターク、たった独りの戦い」 - Sutāku, tatta hitori no tatakai | 10 agosto 2010    | 25 maggio 2022 |
| 283 | L'assalitore di Stark si rivela essere Kyōraku, il quale, tramite il Kageoni, lo ha colpito usando la sua ombra. Lo Shinigami spiega che la sua Zanpakutō ha il potere di rendere reali e pericolosi i giochi per bambini. Lillynette salva Stark da un attacco letale a costo della sua stessa vita e l'Espada ricorda il suo passato di solitudine assieme alla Arrancar. Il capitano usa allora il suo Irooni, che gli consente di danneggiare maggiormente l'avversario chiamando il colore che intende colpire, e con esso sconfigge Stark. Intanto, Aizen, scontento dell'inadeguata forza dimostrata dagli Espada, colpisce Harribel. |                   |                |
| 284 | Una catena di sacrifici: il passato di Harribel 「犠牲の連鎖、ハリベルの過去」 - Gisei no rensa, Hariberu no kako | 17 agosto 2010    | 25 maggio 2022 |
| 284 | Harribel ricorda il suo passato da Hollow di livello Vasto-Lorde. Dopo averla salvata da un altro Adjucas, Harribel recluta Apache nel suo gruppo assieme a Mila Rose e Sun-Sun. Le Hollow incontrano Baraggan, ed Harribel, dopo essersi rifiutata di unirsi a lui, ferisce un suo sottoposto. Qualche tempo dopo, il gruppo viene aggredito dall'Hollow ferito da Harribel, divenuto ora un Arrancar grazie ad Aizen. Quest'ultimo salva le Hollow uccidendo il loro assalitore, ed offre ad Harribel un posto nella sua armata. A Karakura, la Espada, ferita mortalmente, tenta di vendicarsi di Aizen, ma viene facilmente uccisa. L'ex capitano sfida dunque i Vizard ed i membri delle tredici Brigate ad affrontarlo. |                   |                |
| 285 | Rancore centenario! La vendetta di Hiyori 「百年の怨恨！ひよ里の復讐」 - Hyakunen no enkon! Hiyori no fukushū | 24 agosto 2010    | 25 maggio 2022 |
| 285 | Mashiro è in vantaggio nello scontro con Wonderwiess, finché la sua maschera non raggiunge il limite, ma prima che l'Arrancar la finisca, interviene Kensei Muguruma che rilascia il suo Bankai. Nel frattempo, Hiyori afferma di portare rancore verso Aizen da cento anni e, provocata dall'ex capitano, parte all'attacco, venendo però ferita gravemente da Gin Ichimaru. Consapevole che l'unica in grado di salvare la Vizard è Orihime, Shinji invoca disperatamente il nome di Ichigo. Nell'Hueco Mundo, Ichigo raggiunge Sado, Rukia e Renji che stanno ancora affrontando Yammy. |                   |                |
| 286 | Il ritorno di Ichigo! Proteggendo Karakura 「一護の帰還！空座町を護れ」 - Ichigo no kikan! Karakura-cho o mamore | 31 agosto 2010    | 25 maggio 2022 |
| 286 | Ichigo, raggiunto il luogo dove Rukia, Sado e Renji stanno affrontando Yammy, riesce a ferire l'Espada utilizzando il Getsuga Tensho con indosso la maschera, che ha assunto nuove sembianze. Quando lo Shinigami non riesce a farne di nuovo uso, il suo avversario lo afferra, con l'intento di schiacciarlo. Byakuya Kuchiki e Zaraki Kenpachi salvano Ichigo, ed il primo lo sprona a fare ritorno a Karakura. Mayuri Kurotsuchi giunge sul posto e rivela di essere riuscito a carpire i segreti del Garganta. Il capitano si offre di rimandare indietro Ichigo e Retsu Unohana decide di accompagnarlo. |                   |                |
| 287 | Spinoff: Ichigo e la lampada magica 「外伝！一護と魔法のランプ」 - Gaiden! Ichigo to mahou no ranpu | 7 settembre 2010  | 25 maggio 2022 |
| 287 | Chigo (Ichigo) ed i suoi amici sono alla ricerca di un tesoro chiamato Cristallo di Neve. Dopo una serie di disavventure, il gruppo acquisisce una lampada magica contenente un genio di nome Rukiruki (Rukia). Il genio infrange le regole relative all'esaudimento dei desideri e viene condannata a morte nella "Lamp Society". Chigo e gli altri salvano Rukiruki ed ottengono la possibilità di esprimere un desiderio. Quando il desiderio viene esaudito, viene rivelato che l'intera avventura è stata solo un sogno di Isane Kotetsu. |                   |                |
| 288 | L'ultimo asso nella manica! Ichigo verso lo scontro finale 「最後の切り札！一護、決戦へ」 - Saigo no kirifuda! Ichigo, kessen e | 14 settembre 2010 | 25 maggio 2022 |
| 288 | Mentre la battaglia tra Yammy e Kenpachi prosegue, Ichigo e Unohana attraversano il Garganta aperto da Mayuri, che discute delle battaglie che stanno avvenendo con Byakuya. Unohana rivela ad Ichigo che egli è l'unica persona in grado di sconfiggere Aizen, essendo l'unico a non aver visto il suo Shikai e, conseguentemente, a non essere sotto l'effetto della sua ipnosi. Nell'Hueco Mundo, Kenpachi apparentemente sconfigge l'Espada e sprona Byakuya a dargli il colpo di grazia. Quando quest'ultimo si rifiuta di finire l'avversario, affermando di essere al di sopra di un simile compito, Yammy scaglia un potente Cero sui due capitani. |                   |                |
| 289 | Kenpachi contro Byakuya?! Lo scontro ha inizio! 「白哉ＶＳ剣八？！乱戦開始」 - Byakuya VS Kenpachi?! Ransen kaishi | 21 settembre 2010 | 25 maggio 2022 |
| 289 | Byakuya e Kenpachi continuano a litigare, arrivando persino a scontrarsi per stabilire chi è il più forte. Yammy tenta di intervenire e, quando viene colpito da entrambi, si infuria, trasformandosi e potenziandosi ulteriormente. Intanto, Shinji si appresta ad affrontare Aizen, mentre Hisagi e Komamura attaccano Tōsen. Quest'ultimo decide di usare il suo "vero potere" e sorprende i suoi avversari sfoderando una maschera da Hollow. Il capitano traditore riesce a trafiggere Hisagi, lasciando solo Komamura, che rilascia il suo Bankai. |                   |                |
| 290 | L'uomo che ha tradito gli Shinigami per inseguire la giustizia 「正義の為に？！死神を捨てた男」 - Seigi no tame ni?! Shinigami o suteta otoko | 28 settembre 2010 | 25 maggio 2022 |
| 290 | Mentre il suo scontro con Komamura prosegue, Tōsen rivela di essersi arruolato solo per vendicare la morte di una cara amica, uccisa dal marito Shinigami. Il Bankai di Komamura viene continuamente respinto da Tōsen, che è a conoscenza del suo punto debole. Ogni volta che viene colpito il suo Bankai, anche Komamura subisce danni. Altrove, Aizen sfodera la sua spada per affrontare Shinji che, per tutta risposta, attiva il suo Shikai, Sakanade, affermando che la Zanpakutō del suo avversario non è l'unica in grado di confondere i sensi. Intanto, Tōsen passa alla forma di resurrección, denominata Grillar Grillo, tramutandosi in un enorme insetto peloso e riuscendo per la prima volta ad aprire gli occhi. |                   |                |
| 291 | Scontro disperato con Aizen! Il rilascio dello Shikai di Hirako 「藍染との死闘！平子、始解！」 - Aizen to no shitō! Hirako, Shikai! | 5 ottobre 2010    | 25 maggio 2022 |
| 291 | Komamura afferma che Tōsen, acquisendo la vista, ha perso la capacità di vedere nel cuore delle persone e si è conseguentemente indebolito. Nonostante ciò, il Capitano traditore colpisce il Bankai del suo avversario con un'onda d'urto, Los Nueve Aspectos, ferendo gravemente Komamura. Tuttavia, prima che riesca a frinirlo, interviene Hisagi, che trafigge la gola del suo ex-capitano e poi rilascia la sua Zanpakutō. Intanto, Shinji, utilizzando l'abilità del suo Shikai di invertire il sopra col sotto e la destra con la sinistra, riesce a ferire Aizen, ma quest'ultimo si abitua velocemente al cambiamento e riesce a contrattaccare. In punto di morte, Tōsen si ricrede, ma, prima che riesca a dire addio ai suoi compagni, il suo corpo esplode. Mentre Komamura grida adirato in direzione di Aizen, Ichigo spunta dal Garganta alle spalle di quest'ultimo, pronto a colpire. |                   |                |
| 292 | Guerra totale! Aizen contro gli Shinigami 「全面戦争！藍染ＶＳ死神」 - Zenmen sensō! Aizen VS shinigami | 12 ottobre 2010   | 25 maggio 2022 |
| 292 | Ichigo attacca Aizen, cercando di ucciderlo con un colpo solo. Il capitano traditore, tuttavia, aveva previsto un possibile attacco alle spalle e si era preparato con una barriera. Aizen dimostra ad Ichigo la sua superiorità, riuscendo a schivare tutti i suoi attacchi ed arrivandogli vicino fino a sfioralo senza che egli nemmeno se ne renda conto. A difesa del ragazzo, intervengono tutti i capitani ed i Vizard ancora in grado di combattere, che affermano che creeranno un varco per consentire ad Ichigo di colpire. Hitsuguya è il primo ad attaccare, subito seguito da Kyōraku, ma entrambi vengono respinti da Aizen. Quando quest'ultimo provoca il capitano della Decima Brigata, questi attiva il suo Bankai, pronto a combattere. |                   |                |
| 293 | L'ira di Hitsugaya! La lama dell'odio! 「日番谷、激昂！憎しみの刃！」 - Hitsugaya, gekkō! Nikushimi no ha! | 19 ottobre 2010   | 25 maggio 2022 |
| 293 | Komamura, Rose, Love e Lisa si uniscono ad Hitsugaya nella battaglia contro Aizen, ma tutti vengono respinti. Soifon, Kyoraku e Shinji riescono a sorprendere Aizen, consentendo ad Hitsugaya di trafiggerlo. Mentre gli Shinigami si compiacciono della vittoria, Ichigo urla contro di loro, scioccato da quello che ha visto: sotto l'effetto dell'ipnosi totale di Kyoka Suigetsu, gli Shinigami hanno colpito Hinamori, mentre Aizen aveva assunto le sembianze della ragazza. Furibondo, Hitsugaya si lancia in direzione di Aizen ma viene abbattuto. Anche Soifon, Kyoraku e Shinji tentano di colpire il capitano traditore, ma anch'essi vengono facilmente sconfitti. |                   |                |
| 294 | Offensiva impossibile? Genryusai sigillato! 「攻撃不能？封じられた元柳斎！」 - Kōgeki funō? Fūji rareta Genryūsai! | 26 ottobre 2010   | 25 maggio 2022 |
| 294 | Yamamoto interviene nello scontro, dicendo ad Ichigo di farsi da parte. Il capitano-comandante si lascia trafiggere dal suo avversario e dà inizio all'Ennetsu Jigoku, col quale ha intenzione di uccidere sé stesso assieme ad Aizen. Wonderweiss, tuttavia, appare alle spalle di Yamamoto ed estingue le fiamme di Ryūjin Jakka, essendo stato progettato da Aizen proprio per questo. Yamamoto affronta l'Arrancar a mani nude e, tramite il Sōkotsu, lo manda in frantumi. Quando il capitano-comandante si appresta ad affrontare Aizen, dal corpo di Wonderweiss vengono rilasciate tutte le fiamme sigillate al suo interno. Yamamoto è costretto ad utilizzare il suo corpo per attenuare l'esplosione e rimane gravemente ferito. Aizen si avvicina allo Shinigami, con l'intento di finirlo, ma questo usa un incantesimo di kidō, l'hadō di livello 96 Ittō Kasō. Mentre Aizen è distratto dall'esplosione, Ichigo approfitta per attaccarlo. |                   |                |
| 295 | Tutto era una trappola... legami manipolati! 「全ては罠...仕組まれた絆！」 - Subete wa wana... Shikuma reta kizuna! | 2 novembre 2010   | 25 maggio 2022 |
| 295 | Ichigo, con indosso la maschera da Hollow, attacca Aizen con il Getsuga Tenshō e riesce a ferirlo. Il capitano traditore afferma che questa è stata l'ultima volta che ha abbassato la guardia e, grazie al potere dell'Hōgyoku, che egli ha assorbito all'interno del suo corpo, rigenera la ferita inflittagli dal suo avversario. Aizen rivela ad Ichigo che tutte le sue passate esperienze erano state progettate da lui e facevano parte del suo piano. Ichigo riporta allora alla mente il suo incontro con Rukia e gli scontri con Ishida, Renji, Kenpachi e Byakuya. |                   |                |
| 296 | La verità scioccante: il misterioso potere celato dentro Ichigo! 「衝撃の真実...一護に秘められた力！」 - Shōgeki no shinjitsu... Ichigo ni himera reta chikara! | 9 novembre 2010   | 25 maggio 2022 |
| 296 | Ichigo ricorda i suoi scontri con Shinji, Yammy, Grimmjow ed Ulquiorra ed Aizen afferma, non solo di aver programmato questi incontri, ma di averlo tenuto d'occhio fin dalla sua nascita. Improvvisamente, sul posto, appare il padre di Ichigo, Isshin, che rivela la sua natura di Shinigami. Dopo essersi allontanati, padre e figlio hanno una breve conversazione prima di fare ritorno sul campo di battaglia. Mentre Isshin attacca Aizen, Ichigo si concentra su Gin. |                   |                |
| 297 | La lama che si allunga?! Ichigo vs Gin! 「伸びる刃！？一護VSギン!」 - Nobiru ha!? Ichigo VS Gin! | 16 novembre 2010  | 25 maggio 2022 |
| 297 | Dopo aver ricordato il loro scontro precedente, Ichigo e Gin iniziano a battersi. Quest'ultimo rilascia il suo Bankai, Kamishini no Yari, che rende la sua spada in grado di estendersi fino ad una lunghezza di tredici kilometri. Nel frattempo, Aizen afferma di aver raggiunto il limite delle abilità di uno Shinigami e rivela ad Isshin i veri poteri dell'Hōgyoku. La pietra ha la capacità di esaudire i desideri di chi le sta attorno ed è grazie ad essa che Urahara è riuscito a colmare il divario tra Shinigami ed Hollow e Chad ed Orihime sono stati in grado di manifestare i loro poteri. Quando Aizen inizia a mutare il suo aspetto grazie all'Hōgyoku, appare Urahara. |                   |                |
| 298 | Il festival cinematografico degli Shinigami! 「映画だ！祭りだ！死神映画祭！」 - Eiga da! Matsuri da! Shinigami eiga sai! | 23 novembre 2010  | 25 maggio 2022 |
| 298 | Nella Soul Society, gli Shinigami si dividono in gruppi per girare dei film. Ichigo, Chad, Orihime, Rukia, Renji, Rangiku e Byakuya prendono parte al film intitolato: "Il cappello da cameriera da battaglia - Proteggere la Soul Society dagli invasori alieni". Il gruppo inizia a preparare le riprese, con Renji alla regia che assegna i vari ruoli ai suoi compagni. Nel film, Ichigo riesce a salvare Rukia, tenuta in ostaggio da Rangiku. Dopo un combattimento contro i guardiani della collina del Sōkyoku, il film finisce. |                   |                |
| 299 | Festeggiamo l'uscita cinematografica! Prologo dell'inferno! 「劇場公開記念！地獄編・序章」 - Gekijō kōkai kinen! Jigoku hen - Joshō | 30 novembre 2010  | 25 maggio 2022 |
| 299 | A Karakura, Rukia indaga su alcune sparizioni di Shinigami e si scontra alla fine con il responsabile: è un essere completamente avvolto da un mantello nero, con gli arti bianchi e una maschera, oltre ad avere delle catene attaccate ai polsi. Dalle sue abilità, Rukia capisce che il suo avversario è l'Hollow Srieker, da lei precedentemente mandato all'Inferno. Renji interviene a supporto della Shinigami e i due costringono il loro avversario a ritirarsi. Mentre nella Soul Society Yamamoto ordina di non coinvolgere Ichigo, all'Inferno giungono Szayel Aporro Grantz e Aaroniero Arruruerie che iniziano subito a litigare, poiché quest'ultimo, senza la presenza di Aizen, dà libero sfogo ai suoi istinti di Arrancar - Gillian, nonostante sia il N°9 mentre Aporro è il N°8. In quel momento, un ragazzo di nome Shuren informa i due che il luogo dove si trovano è l'Inferno e, respinti facilmente i loro attacchi, anche grazie al supporto dei suoi uomini, Taikon, Gunjo e Garogai, afferma che i due non erano sufficienti per i loro piani e che quindi dovranno per forza usare Ichigo, questo mentre Shuren guarda all'interno di una lanterna Ichigo trasformato in Hollow. |                   |                |
| 300 | Arriva Urahara! Fermate Aizen! 「浦原登場！藍染を阻止せよ！」 - Urahara Tōjō! Aizen o soshi seyo! | 7 dicembre 2010   | 25 maggio 2022 |
| 300 | Urahara inizia a battersi con Aizen utilizzando diversi incantesimi di kidō, tuttavia, avendo internato l'Hōgyoku, il capitano traditore resiste senza sforzo agli attacchi. Anche Isshin e Yoruichi intervengono nello scontro, ma la progressiva trasformazione di Aizen rende vani gli attacchi dei tre. Dopo un iniziale momento di distrazione dovuto al combattimento tra Aizen e gli altri, Ichigo e Gin riprendono il loro scontro. Utilizzando le abilità particolari del suo Bankai, Buto e Buto Renjin, quest'ultimo costringe il suo avversario a ricorrere alla maschera da Hollow. Nel frattempo, Matsumoto, non ancora ripresasi del tutto, si precipita verso Gin con l'intento di fermarlo. |                   |                |
| 301 | Ichigo perde lo spirito combattivo?! Le intenzioni di Gin! 「一護、戦意喪失！？ギンの思惑！」 - Ichigo, seni sōshitsu!? Gin no omowaku! | 14 dicembre 2010  | 25 maggio 2022 |
| 301 | Nonostante utilizzino alcune delle loro tecniche migliori, Urahara, Yoruichi e Isshin non riescono ad avere la meglio su Aizen. Mentre Gin afferma di non avere più interesse a scontrarsi con Ichigo, in quanto quest'ultimo non è abbastanza forte da batterlo, Aizen, sconfitti i suoi avversari, raggiunge Gin ed i due si dirigono alla vera Karakura. Dopo aver compreso che solo coloro che sono al suo livello riescono a percepire la reiatsu di Aizen ed aver appreso che Ichigo ne è in grado, Isshin lo accompagna all'inseguimento dei capitani traditori. Lo Shinigami, approfittando della scomparsa del Pulitore, precedentemente distrutto da Aizen, e della dilatazione temporale del Dangai, si appresta ad insegnare ad Ichigo il Getsuga Tenshō Finale. |                   |                |
| 302 | L'ultima Getsuga Tensho?! L'allenamento di Ichigo! 「最後の月牙天衝！？一護の修行！」 - Saigo no Getsuga Tenshō!? Ichigo no shugyō! | 21 dicembre 2010  | 25 maggio 2022 |
| 302 | Nel Dangai, Isshin spiega ad Ichigo che il tempo in quella dimensione scorre duemila volte più velocemente di quello al di fuori rendendolo il luogo ideale per allenarsi. Per apprendere il Getsuga Tensho Finale, Ichigo deve entrare in contatto con lo spirito della sua zanpakutō. Entrato nel mondo interiore, egli incontra lo spirito del suo Bankai, Tensa Zangetsu, che si rifiuta di aiutarlo. Quest'ultimo, estrae dal petto dello Shinigami la fonte della sua disperazione, l'Hollow interiore di Ichigo che ha preso le sembianze assunte dal ragazzo durante lo scontro con Ulquiorra. Nel frattempo, a Karakura, Keigo Asano e Tatsuki Arisawa si risvegliano ed iniziano a girare per a città chiedendosi cosa sia successo. I due si imbattono in Gin ed Aizen che si appresta ad ucciderli per causare l'ira di Ichigo. In quel momento, tuttavia, appare una figura misteriosa. |                   |                |
| 303 | Speciale di Capodanno! Sia nel mondo spirituale che terreno! 「現世も死神も！お正月スペシャル！」 - Gensei mo shinigami mo! Oshōgatsu supesharu! | 4 gennaio 2011    | 25 maggio 2022 |
| 303 | Nella Soul Society gli Shinigami stanno festeggiando il Capodanno giocando ad un gioco di carte. Soifon perde il controllo ed arriva ad utilizzare il suo Bankai per attaccare i vice-capitani e Toshiro allo scopo di ottenere la carta di Yoruichi, che gli altri credono sia un semplice gatto nero. Intanto, nel mondo dei vivi, Orihime pensa a tutti i suoi compagni che sono assieme alle loro famiglie mentre lei è sola. Rukia convince Orihime a recarsi al tempio dove, con sua grande sorpresa, trova Ichigo, Uryu, Chad e Renji. |                   |                |
| 304 | Un nuovo spin-off! Stavolta il nemico è un mostro?! 「外伝再び！今度の敵はモンスター！？」 - Gaiden futatabi! Kondo no teki wa monsutā!? | 11 gennaio 2011   | 25 maggio 2022 |
| 304 | Ichigo ed i suoi compagni, tramutati in mostri, hanno il compito di proteggere il prezioso manufatto noto come Cristallo di Neve dai cacciatori, Isshin e Ryūken. Ichigo, che ha l'aspetto del mostro di Frankenstein, vuole impossessarsi del cristallo per utilizzare i suoi poteri allo scopo di tornare ad assumere l'aspetto di un normale essere umano. Alla fine Isshin e Ryūken spariscono, capendo che non riusciranno a trovare il tesoro né a sconfiggere il gruppo. Era tutto un sogno di Komamura. |                   |                |
| 305 | Assurde fantasie! Hisagi e le terme 「妄想爆走！檜佐木、温泉旅館へ！」 - Mousou bakusō! Hisagi, onsen ryokan e | 18 gennaio 2011   | 25 maggio 2022 |
| 305 | Durante una pausa dai suoi numerosi impegni, Hisagi ammette a Kira di essere attratto da Matsumoto. Hitsugaya assegna a Shuhei, Rangiku ed Isane il compito di indagare su alcune misteriose sparizioni. Hisagi e Matsumoto si avviano per primi e sulla strada incontrano una donna che li invita ad alloggiare presso il suo albergo dotato di sorgente termale. Durante la loro permanenza, Hisagi fraintende gli atteggiamenti di Matsumoto scambiandoli per avances. La Shinigami, tuttavia, aveva usato il compagno come esca per la padrona dell'albergo, in realtà un Hollow, responsabile delle sparizioni. Sconfitto l'Hollow e ritornati alla Soul Society, Matsumoto e le altre Shinigami continuano ad approfittare della gentilezza di Hisagi. |                   |                |
| 306 | Per ciò che voglio proteggere! Ichigo vs Tensa Zangetsu! 「護るために！一護ＶＳ天鎖斬月！」 - Mamoru tame ni! Ichigo VS Tensa Zangetsu | 25 gennaio 2011   | 25 maggio 2022 |
| 306 | Ichigo inizia a battersi con Zangetsu ed il suo Hollow interiore che si sono fusi in un'unica entità. Nel frattempo, a Karakura, interviene in aiuto di Keigo e Tatsuki Don Kanonji il quale tenta di opporsi ad Aizen. Prima che l'uomo venga polverizzato, appare Matsumoto che lo ferma e lo incarica di fuggire assieme agli altri. All'interno della sua coscienza, Ichigo, motivato dalla consapevolezza di dover apprendere il Getsuga Tenshō Finale per proteggere i suoi compagni, inizia ad avere la meglio nello scontro. Intanto, mentre Gin allontana Matsumoto e, dopo essersi rifiutato di motivare il suo tradimento, colpisce la Shinigami, Aizen riprende l'inseguimento dei compagni di Ichigo. |                   |                |
| 307 | Emergenza! L'ulteriore evoluzione di Aizen! 「緊急事態！藍染、更なる進化！」 - Kinkyū jitai! Aizen, saranaru shinka! | 1º febbraio 2011  | 25 maggio 2022 |
| 307 | Mentre proseguono la loro fuga, Kanonji, Keigo e Tatsuki incontrano Mizuiro Kojima e Chizuru Honshō anch'essi svegli. Il gruppo viene raggiunto da Aizen che respinge gli attacchi di Mizuiro prima e di Zennosuke Kurumadani, accorso in loro aiuto, poi. Gin si riunisce ad Aizen e, dopo aver toccato la sua zanpakutō, rendendosi immune alla sua ipnosi, lo trafigge inaspettatamente. Ichimaru afferma di aver avuto intenzione di tradire Aizen fin dall'inizio e spiega di aver utilizzato il suo Bankai per lasciare una scheggia avvelenata all'interno del suo petto. Gin, apparentemente, riesce a sconfiggere Aizen e ad impossessarsi dell'Hōgyoku. Aizen, tuttavia, si trasforma nuovamente affermando che, anche se separato dal suo corpo, l'Hōgyoku fa ormai parte di lui. Dopo aver raggiunto Gin, Aizen lo colpisce squarciandogli il petto. |                   |                |
| 308 | Addio, Rangiku 「さよなら…乱菊」 - Sayonara... Rangiku | 8 febbraio 2011   | 25 maggio 2022 |
| 308 | Aizen spiega a Gin che l'Hōgyoku è frutto della fusione di due parti incomplete create da lui stesso e da Urahara. Mentre le forze lo abbandonano, Gin ricorda di essersi unito agli Shinigami per difendere Rangiku. Prima che Aizen possa colpire Rangiku, giunta al capezzale di Gin, improvvisamente appare Ichigo col padre svenuto in spalla. Tatsuki si meraviglia della assenza di reiatsu del suo compagno ma Gin, compresa la sua vera forza, spira lasciando tutto nelle sue mani. Per preservare Karakura ed i suoi abitanti, Ichigo trascina via, con suo grande stupore, Aizen. Quest'ultimo ipotizza che Ichigo abbia sacrificato la sua reiatsu in favore della forza bruta ed inizia a battersi con lui. Il solo scontrarsi delle spade provoca il crollo delle montagne circostanti ed Aizen, ancora convinto della sua superiorità, rimane basito quando Ichigo prima ferma la sua spada a mani nude e poi resiste ad un incantesimo di Kidō completo di livello 90. Dopo aver affermato che le montagne sono crollate per la sola forza della sua Zanpakutō, Ichigo colpisce Aizen. |                   |                |
| 309 | La fine dello scontro! Rilascia l'ultima Getsuga Tensho! 「激闘決着！放て、最後の月牙天衝！」 - Gekitō kecchaku! Hanate, saigo no Getsuga Tenshō! | 15 febbraio 2011  | 25 maggio 2022 |
| 309 | Aizen indietreggia a seguito della ferita inflittagli da Ichigo e, irato dalla sicurezza dello Shinigami, si trasforma nuovamente. Assunto un aspetto simile a quello di un Hollow, Aizen attacca Ichigo, ma egli resiste. Il ragazzo, ricordate le parole di Tensa Zangetsu, il quale gli aveva rivelato che utilizzando questa tecnica avrebbe perso i suoi poteri, rilascia il Getsuga Tenshō Finale ed assume le sembianze dello stesso Getsuga. Ichigo colpisce Aizen con il Mugetsu, tuttavia egli resiste. Il ragazzo perde i suoi poteri, ma prima che Aizen riesca a colpirlo si attiva su di lui un Kidō, lanciato precedentemente da Urahara. Essendo stato indebolito da Ichigo, l'Hōgyoku non riconosce più Aizen come suo padrone, consentendo all'incantesimo di funzionare. Prima di venire sigillato definitivamente, Aizen inveisce contro Urahara. |                   |                |
| 310 | La risolutezza di Ichigo! Il prezzo della feroce battaglia 「一護の覚悟！激闘の代償」 - Ichigo no kakugo! Gekitō no daishō | 22 febbraio 2011  | 25 maggio 2022 |
| 310 | Nella Soul Society, gli Shinigami si riprendono dalle ferite subite ed alcuni di loro iniziano ad allenarsi per le future battaglie. Altrove, Hiyori viene curata da Unohana e a Karakura, Ichigo, dopo aver rivisto i suoi compagni, sviene improvvisamente. Intanto, Aizen viene condannato a ventimila anni di reclusione, mentre, nell'Hueco Mundo, Yammy si risveglia dopo essere stato sconfitto. Il capitano comandante Yamamoto sgrida Kenpachi, Byakuya e Kyōraku per aver perso i loro haori. A casa di Rukia, Ichigo si risveglia ed apprende che il suo svenimento è il primo stadio verso la perdita dei suoi poteri. Kurosaki, noncurante di ciò e soddisfatto di aver salvato i suoi compagni, si prepara a tornare nel mondo dei vivi. |                   |                |
| 311 | Karakuraizer, il detective della sepoltura dell'anima, spicca di nuovo il volo! 「魂葬刑事・カラクライザー再発進！」 - Tamashī no keiji・Karakuraizā sai hasshin! | 1º marzo 2011     | 25 maggio 2022 |
| 311 | A Karakura, il salvataggio di una giovane plus da parte di Kon viene interrotto dall'arrivo di Michel che sconfigge l'Hollow che stava aggredendo la ragazza. Michel si riunisce dunque con la sua creatrice, una Arrancar. Dopo aver abbattuto un altro Hollow al posto di Kon, Michel dona al resto dei membri della squadra Karakuraizer dei mantelli come il suo che gli permettono di volare. Questi ultimo, tuttavia, rivela il suo vero piano che consisteva nell'ipnotizzare tutta Karakura e risucchiare la reiatsu ai Karakuraizer tramite i mantelli. In quel momento sopraggiunge Kon che, nei panni di Karakuraizer, sconfigge Michel. |                   |                |
| 312 | L'investitura del nuovo capitano della seconda compagnia! 「就任！新たなる二番隊隊長！」 - Shūnin! Atara naru ni ban tai taichō! | 8 marzo 2011      | 25 maggio 2022 |
| 312 | Dopo aver involontariamente salvato un bambino nel Rukongai da un Hollow, Marechiyo Ōmaeda, cercando di impressionare il ragazzo, afferma di essere il capitano della Seconda Brigata. Ōmaeda torna al Seireitei, ma il ragazzo lo segue e lo Shinigami è costretto a fingere di essere un capitano. Quando il giovane finalmente si rende conto della bugia, fugge e si imbatte nuovamente nell'Hollow che lo aveva aggredito in precedenza. Ōmaeda interviene allora in suo aiuto, sconfiggendo l'Hollow e salvandogli la vita. |                   |                |
| 313 | L'uomo che ha dedicato la sua vita all'undicesima compagnia! 「十一番隊に命を懸けた男！」 - Jūichi ban tai ni inochi o kaketa otoko! | 15 marzo 2011     | 25 maggio 2022 |
| 313 | Per ristorarsi a seguito di un allenamento, Ichigo e Renji bevono del tè servito da un membro dell'Undicesima Brigata di nome Seizo. Tutti gli altri Shinigami trattano in maniera irrispettosa l'uomo. Ichigo, incuriosito dal comportamento degli Shinigami, viene a sapere che, in seguito allo scontro con un Hollow, Seizo ha perso gran parte dei suoi poteri e con essi il rispetto dei suoi compagni. Dopo aver recuperato la sicurezza in se stesso, Seizo riesce a sconfiggere un gruppo di Hollow al fianco di Ikkaku. Egli decide dunque di lasciare le tredici brigate, salutato da un inchino da parte dei suoi compagni in segno di rispetto. |                   |                |
| 314 | Kon ha visto! Il segreto della bella segretaria! 「コンは見た！美人OLの秘密」 - Kon wa mita! Bijin OL no himitsu | 22 marzo 2011     | 25 maggio 2022 |
| 314 | Mentre Ichigo è occupato a dare la caccia ad un Hollow, Kon, nel corpo di Ichigo, impedisce ad una bella ragazza di gettarsi da un ponte. La ragazza, di nome Hakuro, racconta di essere stata lasciata dal fidanzato per via della sua capacità di vedere gli Hollow. Successivamente, Ichigo raggiunge Rukia e Kon salva Hakuro dall'Hollow. Quest'ultimo, tuttavia, prima assume le sembianze del fidanzato della ragazza e poi si impossessa di Hakuro stessa. Kon, aiutato da Ichigo, riesce a sconfiggere l'Hollow ed Hakuro afferma di volersi fidanzare con Ichigo, che la ragazza crede essere Kon. Utilizzando un particolare spray, Rukia, visibilmente gelosa delle attenzioni della ragazza verso Ichigo, cancella la memoria di Hakuro che si rimette insieme al suo fidanzato, ignara di quanto sia accaduto. |                   |                |
| 315 | L'amico di Yachiru! Entra in scena lo Shinigami giustiziere! 「やちるの友！正義の死神登場！」 - Yachiru no tomo! Seigi no shinigami tōjō! | 29 marzo 2011     | 25 maggio 2022 |
| 315 | Yachiru incontra un suo vecchio amico, Masayoshi, ed una donna di nome Mayu. Masayoshi racconta alle ragazze di come un Hollow abbia ucciso sua moglie e Mayu, avendo perso i genitori per mano di un Hollow, simpatizza con Masayoshi. Yachiru chiede a Mayu di accompagnare Masayoshi ma, dopo aver parlato con Kenpachi, intima alla ragazza di non avvicinarsi troppo a lui. Mentre si stanno incamminando i due vengono separati da Yachiru la quale rivela che un Hollow si è impossessato del suo amico. Quest'ultimo, inizialmente incredulo, si trasforma in Hollow, ma quando un altro Hollow attacca Mayu egli interviene per salvarla, rimanendo ferito. Colpito mortalmente, Masayoshi muore felice tra le braccia di Mayu. |                   |                |
| 316 | Le ferie di Toshiro Hitsugaya! 「日番谷冬獅郎の休日！」 - Hitsugaya Toshirō no kyūjitsu! | 5 aprile 2011     | 25 maggio 2022 |
| 316 | Il capitano Hitsugaya si prende una vacanza nel mondo reale. Dopo aver giocato a calcio con Karin Kurosaki, va assieme a lei a fare visita ad una sua anziana amica in grado di vedere gli spiriti. Sulla strada, i due incontrano lo spirito di un bambino di nome Yosuke. Nonostante il bambino rischi di trasformarsi in Hollow, Hitsugaya esita a mandarlo nella Soul Society poiché vuole prima esaudire il suo ultimo desiderio che consiste nel vedere la neve. Quando l'anziana, che stava impedendo al ragazzo di tramutarsi in Hollow, perde i sensi la trasformazione ha inizio. Grazie all'aiuto della donna, Toshirō riesce a sconfiggere l'Hollow ed a far riemergere lo spirito del ragazzo. Mentre Yosuke sta lasciando il mondo dei vivi, su Karakura comincia a cadere la neve esaudendo l'ultimo desiderio del giovane. |                   |                |

## DVD

### Giappone
Gli episodi della quattordicesima stagione di Bleach sono stati distribuiti in Giappone anche tramite DVD, quattro o cinque per disco, da febbraio 2011 a gennaio 2012.
| N° | Data              | Dischi | Episodi |
| -- | ----------------- | ------ | ------- |
| 1  | 23 febbraio 2011  | 1      | 266-270 |
| 2  | 6 aprile 2011     | 1      | 271-274 |
| 3  | 27 aprile 2011    | 1      | 275-278 |
| 4  | 25 maggio 2011    | 1      | 279-282 |
| 5  | 22 giugno 2011    | 1      | 283-286 |
| 6  | 27 luglio 2011    | 1      | 287-291 |
| 7  | 24 agosto 2011    | 1      | 292-295 |
| 8  | 21 settembre 2011 | 1      | 296-299 |
| 9  | 26 ottobre 2011   | 1      | 300-303 |
| 10 | 23 novembre 2011  | 1      | 304-307 |
| 11 | 14 dicembre 2011  | 1      | 308-311 |
| 12 | 25 gennaio 2012   | 1      | 312-316 |